# Caledonia River
Caledonia River är ett vattendrag i Australien. Det ligger i delstaten Victoria, omkring 150 kilometer öster om delstatshuvudstaden Melbourne.
I omgivningarna runt Caledonia River växer i huvudsak städsegrön lövskog. Runt Caledonia River är det mycket glesbefolkat, med 2 invånare per kvadratkilometer. Genomsnittlig årsnederbörd är 1 410 millimeter. Den regnigaste månaden är juni, med i genomsnitt 193 mm nederbörd, och den torraste är januari, med 61 mm nederbörd.